# Mátételke
Mátételke là một thị trấn thuộc hạt Bács-Kiskun, Hungary. Thị trấn này có diện tích 27,93 km², dân số năm 2010 là 534 người, mật độ 19 người/km².